# Transport pasiv

Difuzia pasivă prin membrana celulară

Transportul pasiv reprezintă mișcarea moleculelor prin peretele celular în direcția gradientului de concentrație. Pentru acest tip de  transport se folosește energia cinetică și entropia moleculelor în mișcare, astfel că pentru realizarea sa celula nu folosește o sursă de energie propriu-zisă, cum este în cazul transportului activ. Cele patru tipuri principale de transport pasiv sunt difuziunea, difuziunea facilitată, filtrarea și osmoza. 